# Siren (bài hát trong Ruby Gloom)
Siren là đĩa đơn thứ 11 của Nana Kitade, đây là đĩa đơn đầu tiên cô ra mắt với nghệ danh "Ruby Gloom". Trong đó, "Siren" được sử dụng làm bài hát chủ đề cho bộ phim hoạt hình Canada "Ruby Gloom" khi nó được giới thiệu ở Nhật Bản. Đĩa đơn này khi phát hành được bán kèm với một DVD. Nó được sản xuất bởi cựu thành viên chơi ghi-ta của Megadeth - Marty Friedman, người đã từng hợp tác với Kitade trong hai sản phẩm mới của Alice và Kesenai Tsumi - album "Berry Berry SINGLES".

## Nội dung video
Cả video là hình ảnh Nana Kitade mặc bộ váy của nhân vật chính trong "Ruby Gloom", cùng với các thành viên chơi nhạc cũng mặc đồ của nhân vật trong series.

## Danh sách bài hát
CD
- 1. Siren (サイレン)
- 2. My treasure
- 3. Siren: Instrumental
- 4. My treasure: Instrumental

DVD
- 1. Siren (Video ca nhạc)
- 2. Siren (Phỏng vấn)